# Peucedanum angolense
Peucedanum angolense är en flockblommig växtart som först beskrevs av Friedrich Welwitsch och Franciso Manoel Carlos de Mello de Ficalho, och fick sitt nu gällande namn av John Francis Michael Cannon. Peucedanum angolense ingår i släktet siljor, och familjen flockblommiga växter. Inga underarter finns listade i Catalogue of Life.